# 陸九成
陸九成（1517年—1561年），字子韶，號芝山，浙江金華府東陽縣人，民籍，明朝政治人物。

## 生平
嘉靖二十五年（1546年）丙午科浙江鄉試第三十五名舉人，二十六年（1547年）丁未科二甲進士。禮部觀政，授刑部山东司主事，三十年奉敕江南审决，三十一年升员外郎、郎中，三十三年（1554年）任江西南昌府知府，三十八年入觐，補任廣西桂林府知府。四十年冬入觐京师，至保定府病卒。

## 家族
曾祖陸象；祖父陸達，號和斋；父陸鏗。母陳氏；繼母駱氏。重慶下。弟陸九思、陸九章。子陸艺、陸言、陸禮